# Joël Zwarts
Joël Zwarts (Capelle aan den IJssel, 26 april 1999) is een Nederlands-Surinaams voetballer die doorgaans als aanvaller speelt. 

## Carrière
Zwarts speelde in de jeugd van  Sparta Rotterdam voor hij na een tussenstop naar  Excelsior ging. In 2017 werd hij aangetrokken door Feyenoord. Voor Jong Feyenoord speelde hij in de eerste helft het seizoen 2018/19 elf wedstrijden in de Reservecompetitie, waarin hij 5 doelpunten maakte. Feyenoord verhuurde hem daarna in januari 2019 voor een half jaar aan FC Dordrecht. Daarvoor maakte hij op 1 februari 2019 zijn debuut in het profvoetbal, in een met 3-3 gelijkgespeelde thuiswedstrijd in de Eerste divisie tegen Jong Ajax. Hij begon in de basis en werd na 87 minuten vervangen door Tayren Bouwmeester. Zwarts had een toezegging gekregen dat zijn aflopende contract door Feyenoord verlengd zou worden. In april 2019 werd bekend dat de club dit toch niet wilde, waarmee Zwarts per 1 juli transfervrij werd. Hij tekende in juni 2019 tot medio 2022 bij het in het voorgaande seizoen naar de Eerste divisie gedegradeerde Excelsior. In juli 2021 tekende hij bij de Duitse club SSV Jahn Regensburg. In juli 2022 werd hij verhuurd aan ADO Den Haag. Eerder speelde hij bij Feyenoord en Excelsior. Medio 2023 ging hij naar TSV 1860 München.

## Clubstatistieken
| Seizoen                         | Club                | Competitie             | Competitie | Competitie | Beker | Beker | Internationaal | Internationaal | Overig | Overig | Totaal | Totaal |
| Seizoen                         | Club                | Competitie             | Wed.       | Dlp.       | Wed.  | Dlp.  | Wed.           | Dlp.           | Wed.   | Dlp.   | Wed.   | Dlp.   |
| ------------------------------- | ------------------- | ---------------------- | ---------- | ---------- | ----- | ----- | -------------- | -------------- | ------ | ------ | ------ | ------ |
| 2018/19                         | Feyenoord           | Eredivisie             | 0          | 0          | 0     | 0     | 0              | 0              | 0      | 0      | 0      | 0      |
| 2018/19                         | → FC Dordrecht      | Eerste divisie         | 14         | 6          | 0     | 0     | —              | —              | 0      | 0      | 14     | 6      |
| 2019/20                         | Excelsior           | Eerste divisie         | 28         | 9          | 2     | 0     | 0              | 0              | 0      | 0      | 30     | 7      |
| 2020/21                         | Excelsior           | Eerste divisie         | 32         | 10         | 3     | 1     | 0              | 0              | 0      | 0      | 35     | 11     |
| 2021/22                         | SSV Jahn Regensburg | 2. Bundesliga          | 24         | 2          | 2     | 1     | 0              | 0              | 0      | 0      | 26     | 3      |
| 2022/23                         | →ADO Den Haag       | Eerste divisie 2021/22 | 2          | 0          | 0     | 0     | 0              | 0              | 0      | 0      | 2      | 0      |
| Carrièretotaal                  | Carrièretotaal      | Carrièretotaal         | 100        | 27         | 7     | 2     | 0              | 0              | 0      | 0      | 107    | 29     |
| Bijgewerkt t/m 16 augustus 2022 |                     |                        |            |            |       |       |                |                |        |        |        |        |